# Michajlovo (distrikt i Bulgarien, Stara Zagora)
Michajlovo (bulgariska: Михайлово) är ett distrikt i Bulgarien.   Det ligger i kommunen Obsjtina Stara Zagora och regionen Stara Zagora, i den centrala delen av landet, 190 km öster om huvudstaden Sofia.
Trakten runt Michajlovo består till största delen av jordbruksmark. Runt Michajlovo är det ganska tätbefolkat, med 78 invånare per kvadratkilometer.